# Benigna
A Benigna latin eredetű női név, a Benignusz férfinév női párja.

## Gyakorisága
Az újszülötteknek adott nevek körében az 1990-es években igen ritkán fordult elő. A 2000-es és a 2010-es években sem szerepelt a 100 leggyakrabban adott női név között.
A teljes népességre vonatkozóan a Benigna sem a 2000-es, sem a 2010-es években nem szerepelt a 100 leggyakrabban viselt női név között.

## Névnapok
- június 20.,[2] november 1.[2]

## Híres Benignák
- Magyar Benigna, Kinizsi Pál felesége